# Nuoto artistico ai campionati mondiali di nuoto 2025 - Duo (programma libero)
Il concorso del duo femminile (programma libero) ai campionati mondiali di nuoto 2025 si è svolto dal 23 al 24 luglio 2025 presso la World Aquatics Championships Arena di Singapore.

## Programma
I preliminari si sono tenuti il 23 luglio alle ore 10:02 mentre la finale si è svolta il 24 luglio alle ore 19:32.

## Risultati
| Pos | Atleta                                            | Nazione                       | Qualificazione | Qualificazione | Finale   | Finale |
| Pos | Atleta                                            | Nazione                       | Punti          | Pos            | Punti    | Pos    |
| --- | ------------------------------------------------- | ----------------------------- | -------------- | -------------- | -------- | ------ |
| 1   | Lilou Lluís Iris Tió                              | Spagna                        | 273.8950       | 1              | 282.6087 | 1      |
| 2   | Enrica Piccoli Lucrezia Ruggiero                  | Italia                        | 266.9571       | 3              | 278.7137 | 2      |
| 3   | Mayya Doroshko Tatiana Gayday                     | Atleti Neutrali Autorizzati B | 269.4688       | 2              | 277.1117 | 3      |
| 4   | Lin Yanhan Lin Yanjun                             | Cina                          | 251.8706       | 6              | 274.3090 | 4      |
| 5   | Laëlys Alavez Romane Lunel                        | Francia                       | 252.6575       | 5              | 257.9033 | 5      |
| 6   | Sofia Malkogeorgou Vasiliki Thanou                | Grecia                        | 240.2455       | 10             | 257.2792 | 6      |
| 7   | Uta Kobayashi Tomoka Sato                         | Giappone                      | 255.9020       | 4              | 254.9917 | 7      |
| 8   | Klara Bleyer Amélie Blumenthal Haz                | Germania                      | 242.4307       | 9              | 245.1512 | 8      |
| 9   | Audrey Lamothe Ximena Ortiz                       | Canada                        | 233.0079       | 11             | 238.0437 | 9      |
| 10  | Daria Moshynska Anastasiia Shmonina               | Ucraina                       | 251.0959       | 7              | 231.2713 | 10     |
| 11  | Marla Arellano Itzamary González                  | Messico                       | 246.7462       | 8              | 228.6608 | 11     |
| 12  | Robyn Swatman Eve Young                           | Regno Unito                   | 230.3952       | 12             | 210.9404 | 12     |
| 13  | Dayana Jamanchalova Yasmin Tuyakova               | Kazakistan                    | 228.2541       | 13             | DNQ      | DNQ    |
| 14  | Yvette Chong Debbie Soh                           | Singapore                     | 222.6152       | 14             | DNQ      | DNQ    |
| 15  | Selin Hürmeriç Ece Üngör                          | Turchia                       | 220.5633       | 15             | DNQ      | DNQ    |
| 16  | Maria Alavidze Nita Natobadze                     | Georgia                       | 218.3351       | 16             | DNQ      | DNQ    |
| 17  | Sara Castañeda Melisa Ceballos                    | Colombia                      | 214.9316       | 17             | DNQ      | DNQ    |
| 18  | Blanka Barbócz Blanka Taksonyi                    | Ungheria                      | 214.8972       | 18             | DNQ      | DNQ    |
| 19  | Lea Krajčovičová Žofia Strapeková                 | Slovacchia                    | 209.5096       | 19             | DNQ      | DNQ    |
| 20  | Daria Fedaruk Vasilina Khandoshka                 | Atleti Neutrali Autorizzati A | 203.2920       | 20             | DNQ      | DNQ    |
| 21  | Gabriela Regly Anna Giulia Veloso                 | Brasile                       | 201.1367       | 21             | DNQ      | DNQ    |
| 22  | Korina Maretić Mia Piri                           | Croazia                       | 200.3586       | 22             | DNQ      | DNQ    |
| 23  | Agustina Medina Lucía Ververis                    | Uruguay                       | 197.2808       | 23             | DNQ      | DNQ    |
| 24  | Sabina Makhmudova Ziyodakhon Toshkhujaeva         | Uzbekistan                    | 197.0643       | 24             | DNQ      | DNQ    |
| 25  | Julie Lewczyszynová Sofie Schindlerová            | Rep. Ceca                     | 192.4092       | 25             | DNQ      | DNQ    |
| 26  | María Ccoyllo Lía Luna                            | Perù                          | 187.5567       | 26             | DNQ      | DNQ    |
| 27  | Zeina Amr Maryam Samer                            | Egitto                        | 185.3659       | 27             | DNQ      | DNQ    |
| 28  | Bárbara Coppelli Macarena Vial                    | Cile                          | 182.7804       | 28             | DNQ      | DNQ    |
| 29  | Ana Culic Thea Grima Buttigieg                    | Malta                         | 173.0667       | 29             | DNQ      | DNQ    |
| 30  | Tiziana Bonucci María Carasatorre                 | Argentina                     | 168.5584       | 30             | DNQ      | DNQ    |
| 31  | Katherine Chu Hung Sze Ching                      | Hong Kong                     | 164.2558       | 31             | DNQ      | DNQ    |
| 32  | Leong Hoi Cheng Shao Anlan                        | Macao                         | 155.2513       | 32             | DNQ      | DNQ    |
| 33  | Cesia Castaneda Grecia Mendoza                    | El Salvador                   | 139.7125       | 33             | DNQ      | DNQ    |
| 34  | María Alfaro Anna Mitinian                        | Costa Rica                    | 135.2216       | 34             | DNQ      | DNQ    |
| 35  | Hilda Tri Julyandra Talitha Amabelle Putri Subeni | Indonesia                     | 128.2740       | 35             | DNQ      | DNQ    |
| 36  | Gabriela Batista Alejandra Molina                 | Cuba                          | 112.7179       | 36             | DNQ      | DNQ    |